# Фица, Михаил Иванович
Михаил Иванович Фица (род. 24 февраля 1962, село Боронява, Закарпатская область) — украинский актёр театра и кино, заслуженный артист Украины (2012).

## Биография
Михаил Фица родился в селе Боронява, Хустского района Закарпатской области 24 февраля 1962 года.
В 1990 году окончил Киевский театральный институт им. И. К. Карпенко-Карого (начальник курса — Народная артистка Украинской ССР Ткаченко Ю. С.)
После окончания университета был приглашён во Львов в Национальный академический украинский драматический театр им. Марии Заньковецкой, в котором проработал 5 лет. Потом работал в Крымском академическом русском драматическом театре им. М.Горького (г. Симферополь), Национальном академическом театре русской драмы им. Леси Украинки и Киевском драматическом театре «Браво». На данный момент работает в личном Монотеатре «МИФ».

## Семья
Сын — Даниил Михайлович Фица (род. 14 ноября 1996) окончил Музыкальную школу № 1 им. С. В. Рахманинова. Инструмент — пианино. Снимался в кино: Возвращение Мухтара 4 — эпизод (17 серия) и в рекламе для Испании (рыбный паштет).
Сын — Павел Михайлович Фица (род. 29 марта 1995).

### Театральные роли

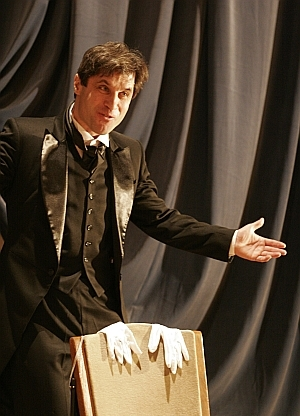
Моноспектакль «Предложение»

Сыграл 74 театральных ролей, 29 главных
Моноспектакли:
- «Записки сумасшедшего», Н. В. Гоголь[4]
- «Исповедь» («Дневник вора»), Жан Жене
- Композиция на стихи Виктора Палинского
- «Макбет», Уильям Шекспир
- Моноспектакли на стихи Т. Г. Шевченко и Леси Украинки
- «Предложение» (комедия), А. П. Чехов
- «Кроткая», Ф. М. Достоевский
- «Синий автомобиль», Я. М. Стельмах
- «Послание», Т. Г. Шевченко
- «Крейцерова соната», Л. Н. Толстой

### Награды
- Заслуженный артист Украины 21 января 2012 года — № 28/2012;
- Лауреат ІІІ Международного фестиваля «Золотой лев» (с моноспектаклем по Жан Жене «Исповедь»), 1994 год;
- Лауреат Всеукраинского конкурса чтецов им. Леси Украинки (ІІ премия), г. Ялта, 1999 год;
- Лауреат Всеукраинского фестиваля моно-искусств «РОЗКУТТЯ»;
- Лауреат Международного фестиваля этнических театров национальных меньшинств, г. Мукачево, май 2010 года;
- Лауреат Международного театрального фестиваля «Этносфера» (с моноспектаклем по Н. В. Гоголю «Записки сумасшедшего»), 2010 год.

## Фильмография
роли в кино 
1. 1993 — Западня — эпизод

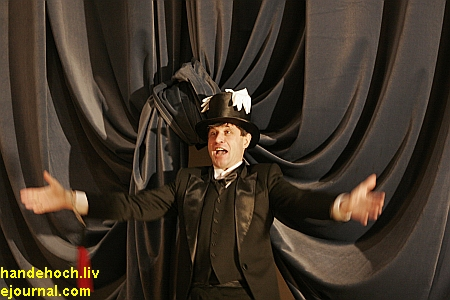

2. 1993 — Преступление со многими неизвестными
3. 2006 — Возвращение Мухтара-2 — оператор
4. 2007 — Сердцу не прикажешь (Украина) — эпизод
5. 2007 — Держи меня крепче (Украина) — эпизод
6. 2007 — Ситуация 202 — врач (эпизод)
7. 2007 — Леся+Рома —  эпизод
8. 2007 — Возвращение Мухтара-3 — фальшивомонетчик
9. 2007 — Бывшая — милиционер
10. 2008 — Ангел Хранитель — эксперт (? серия)
11. 2008 — Родные люди —  незнакомец
12. 2008 — Химия чувств — эпизод
13. 2009 — По закону (Украина) — Павел Острогин (17 серия)
14. 2009 — Брат за брата — бизнесмен (? серия)
15. 2009 — Возвращение Мухтара-4 — гражданин (17серия)
16. 2009 — Возвращение Мухтара-5 — Лапшин (10 серия)
17. 2009 — Только любовь —  милиционер
18. 2009 — Чудо — Капитан милиции
19. 2010 — Возвращение Мухтара-6 — врач в больнице (78 серия)
20. 2010 — Сваты — тирщик (? серия)
21. 2010 — Ефросинья — участковый милиционер (? серия)
22. 2010 — Маршрут милосердия — портье (? серия)
23. 2010 — Соседи — свидетель жениха (эпизод)
24. 2011 — Возвращение Мухтара-7 — алкоголик (44 серия)
25. 2011 — Такси — пассажир (? серия)
26. 2011 — Картина мелом — майор Левин (главная роль, 4 серия)
27. 2012 — Пять лет и один день — Семён-цыган (эпизод)
28. 2012 — Джамайка — инспектор санэпидемстанции (эпизод)
29. 2012 — Женский доктор — отец Дениса.
30. 2013 — Мажор — врач Кириллова (эпизод)
31. 2013 — Брат за брата 3 —  прокурор
32. 2013 — Возвращение Мухтара-8 — Крутиков
33. 2015 — Пёс — Надзиратель (16 серия)

### Документальные детективы наСТБ

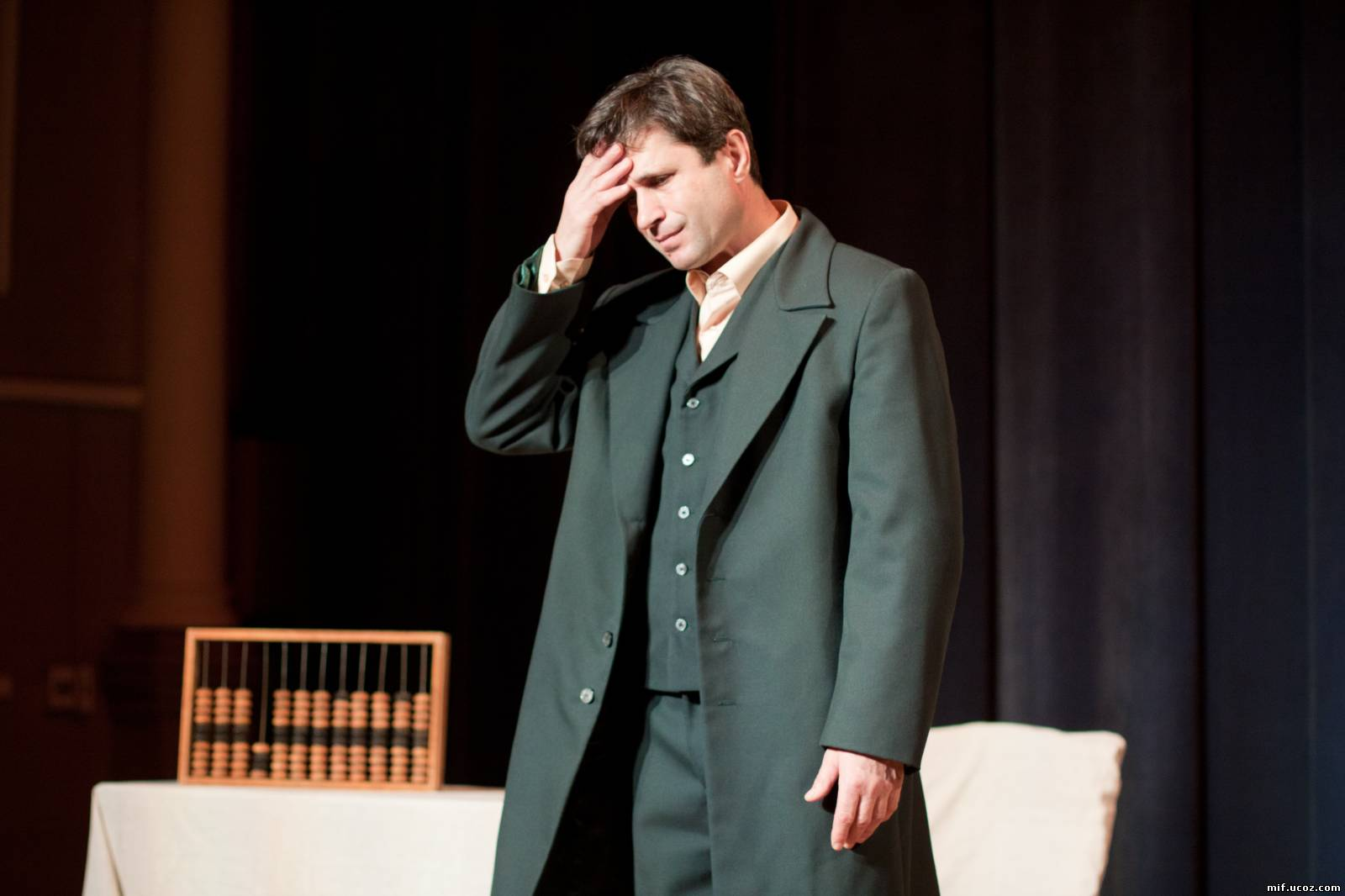

- «В поисках истины» (документальный детектив телеканала СТБ), главная роль Маршала Рокоссовского
- «Чужие ошибки» (документальный детектив телеканала СТБ), 2 главные роли

### Документальный проект «Вещдок» телеканалаИнтер
Главная роль следователя И. И. Забродского в сериях:
- Дар убеждения
- Жемчужина Киева
- Верный расчёт
- Аромат фиалки
- Вне себя
- Семейные ценности

 Роли в рекламах 
- 2006 — пиво «Pils»
- 2007 — «Киевстар»
- 2008 — «Форум-Банк»
- 2009 — «Голый король»
- 2010 — «Наша марка»
- 2014 — пиво «Жигулёвское»

Другое
- 2007 — главная роль в клипе песни Fallen Friends группы DVS (Death Valley Screamers), создатель группы Шон Карр.